# Starověké římské vojenství

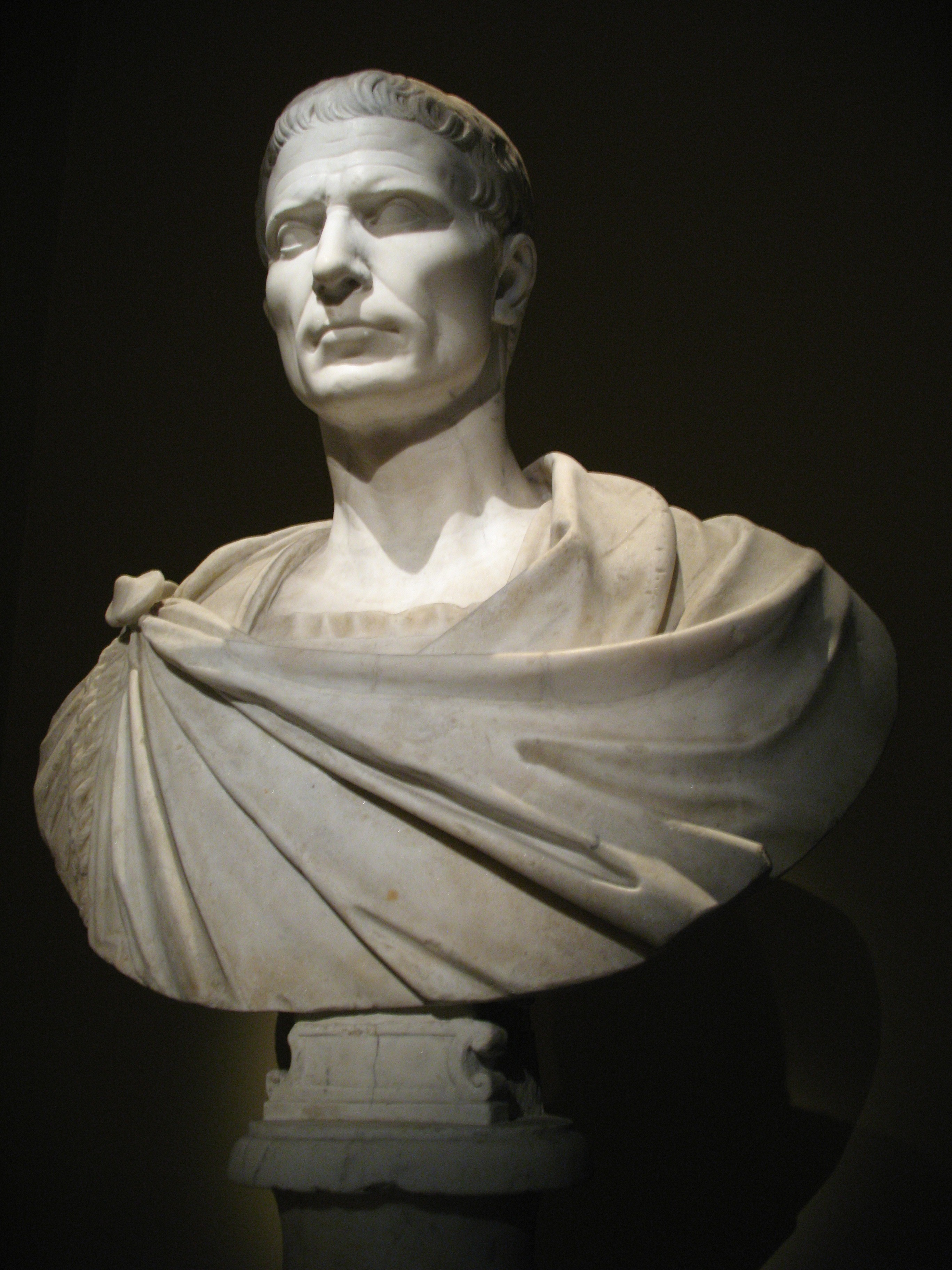
Busta Julia Caesara, jednoho z nejúspěšnějších vojevůdců všech dob

Starověké římské vojenství bylo syntézou toho nejlepšího, co na starověkém bojišti vzniklo. Každá část římského vojska prošla mnoha reformami a za největší slávy starověkého Říma nebylo armády, která by síle jeho vojenství dokázala odolat.
Nejsilnější, nejdůležitější a nejlepší částí římské armády se nepochybně stala pěchota. Ta římská byla jedinečná. Právě díky její obrovské síle dosáhla Římská říše takové velikosti a udržela si celistvost tak dlouho. Hlavní formací římské pěchoty byla legie a zbraní římských pěšáků byl meč. Římané v něm viděli symbol války a nikdy ho nepřestali používat jako hlavní pěchotní zbraň. Postupem času se kvality římské pěchoty stále zhoršovaly, což mělo neblahý následek. Ke konci Západořímské říše vliv jízdy sice narůstal, pěchota však výsadní postavení hlavní složky římské armády ještě neztratila.
Jízdní vojsko bylo na počátku existence římského státu velmi nepočetné a příslušníci jízdy jako jezdci nijak nevynikali. V pozdním období republiky a v raném císařství se římská jízda skládala převážně ze žoldáků či pomocných sborů (auxilia). Tito jezdci dostávali velmi kvalitní výcvik a římská jízda budila stále větší strach. V pozdním období římského císařství si jízda získávala stále větší respekt, což ji předurčilo k tomu, aby se ve středověku stala hlavní složkou armád.
Pokud jde o římské obléhací techniky, Římané si osvojil to nejlepší, co bylo ve starověku vynalezeno, a ještě to podstatně zdokonalili. Žádná pevnost se před Římany nemohla cítit v bezpečí a mnoho historiků soudí, že Římská říše byla vybojována spíše rýčem než mečem. A to nejlepší ze starověkého bojiště rovněž převzalo římské námořnictvo.
V době největší slávy Římské říše ovládalo římské námořnictvo celé Středozemní moře, takzvané mare nostrum (naše moře), které římské provincie spojovalo. Z toho všeho lze vyvodit, že starověké římské vojenství bylo velice silné a spolupráce všech jeho složek představovala to nejúčinnější, co bylo do té doby k vidění a co se objevilo znovu až dlouho po pádu Římské říše.

## Římská pěchota

### Pěchota republikánské doby

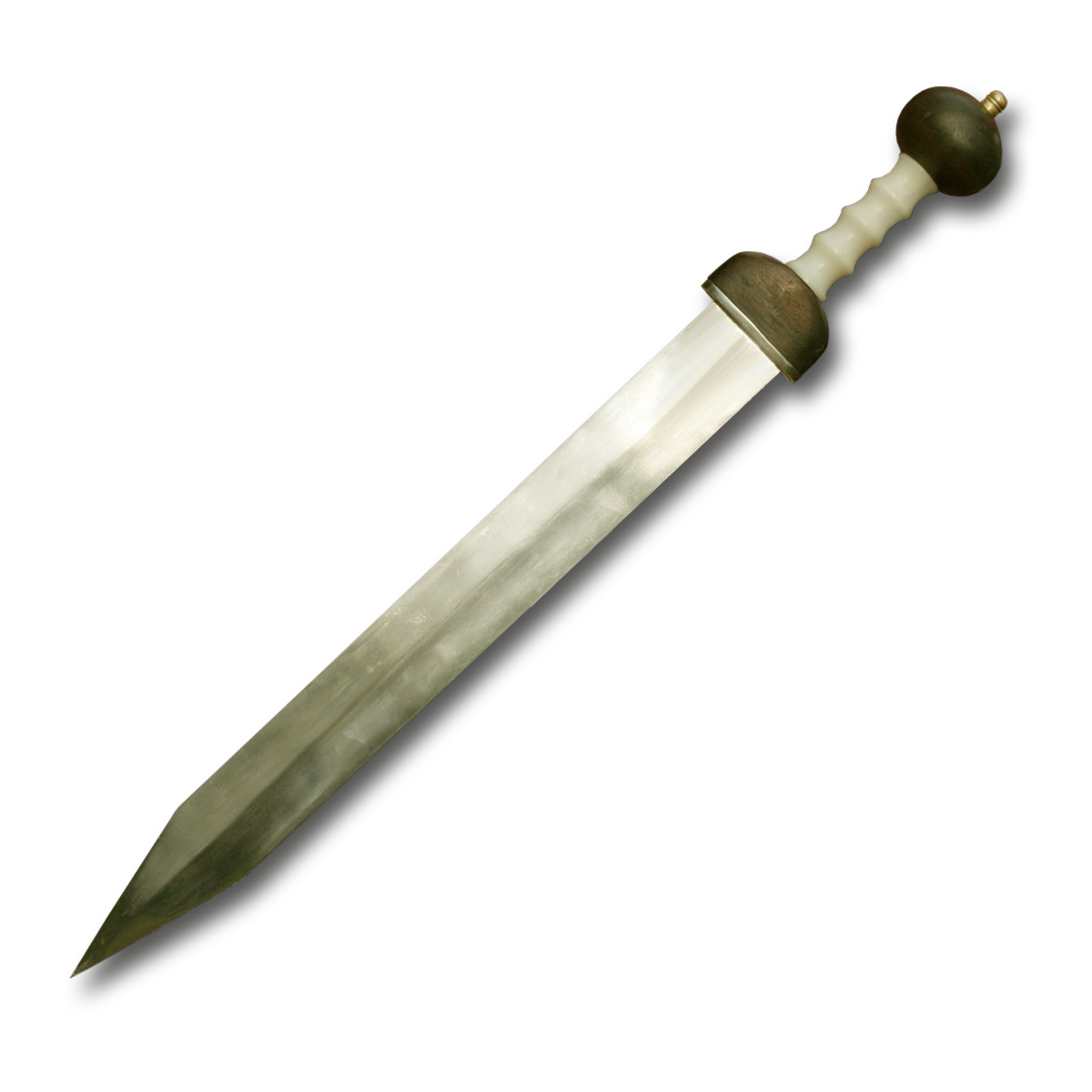
Gladius

V počáteční existenci byl římský stát ovlivněn keltskou kulturou. Římské armády té doby byly nejspíše složeny z válečníků, kterým více než o blaho státu a boj šlo o vlastní prospěch. Výzbroj těchto vojáků byla stejná jako výzbroj jejich keltských protějšků, tedy dlouhý meč, štít, přilba a velice nekvalitní (či žádné) brnění. Taktika byla velice prostá: armáda zaútočila, a pokud byla odražena, tak prohrála. To vše změnili až Etruskové, kteří si Řím podrobili kolem roku 600 př. n. l. Provedli zde vojenské reformy, díky nimž se Řím zviditelnil a stal se silnějším. Jednou z nejdůležitějších reforem bylo zavedení falangy a všeobecné branné povinnosti. Etruský král Servius Tullius rozdělil římský lid do majetkových tříd odpovídajících bohatství a sociálnímu postavení jejich příslušníků. Nejmajetnější měli hoplítské brnění a nejchudší byli většinou prakovníky nebo příslušníky lehké pěchoty.

Řím si i po vyhnání králů etruskou falangu ponechal. Ukázalo se však, že falanga není vhodná pro válčení v hornatém terénu, proto Římané na konci čtvrtého století př. n. l. zavedli takzvané manipuly. Z toho vzniklo manipulové válečnictví. Nepřátelům se manipulová formace mohla jevit jako šachovnicový vzorec a vojáci v ní se dělili na tři skupiny, hastati, principes a triarii, přičemž hastati byli vpředu, principes uprostřed a triarii na konci. Díky těmto reformám dokázal Řím nepřátele porazit a ovládl celou Itálii. Během punských válek došlo k dalšímu vývoji pěchoty. Vojenská služba se prodlužovala a hlavní jednotkou té doby byla legie, která čítala něco mezi 4200 až 5000 muži. Výzbroj římského pěšáka tehdy tvořil meč, oštěp, štít, přilba a samozřejmě brnění. Meč (gladius) byl dlouhý přibližně 50 centimetrů a používal se povětšinou k bodání (typická římská praxe až do pozdního císařství). Oštěp (pilum) byl buď silný, nebo slabý (silným se házelo na kratší vzdálenost, slabším na vzdálenost dlouhou), a pokud se nepřítel přiblížil na určitou vzdálenost, legionáři na něj pila vrhli. Pilum bylo zkonstruováno tak, aby se po nárazu do štítu ohnulo a nebylo ho možné vytáhnout (mělo i zpětné háčky, aby se vytažení ztížilo ještě víc). Štít (scutum) byl z vrstveného dřeva, potažený surovou kůží a po stranách pokrytý kovem. Přilby byly kopie keltských a řeckých kusů, přičemž nejčastěji se používal typ montefortino, přejatý od Keltů. Brnění bylo kroužkové a v menší míře se používal pancíř.

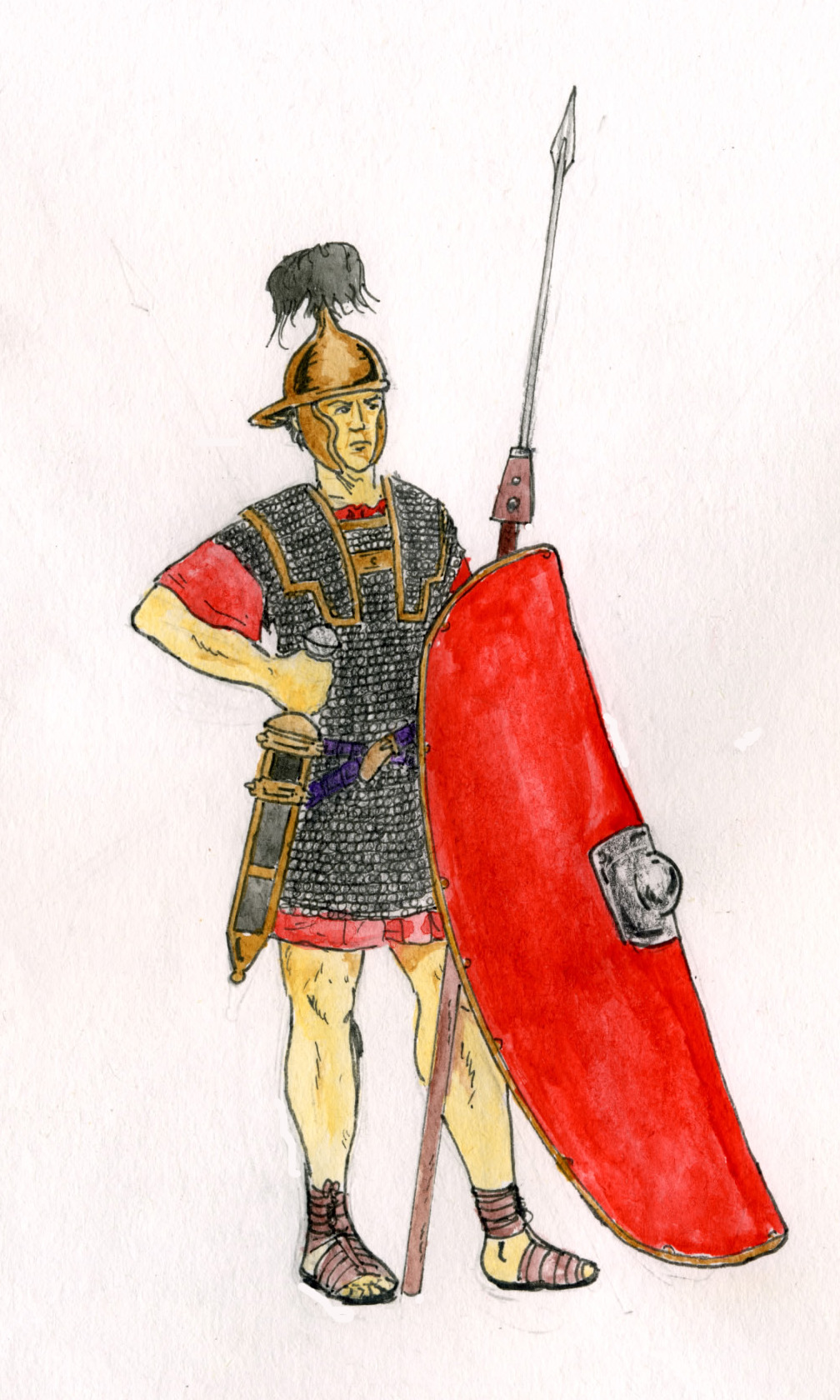
Kresba římského legionáře z 1. století př. n. l.

V období rané republiky se začaly využívat pomocné sbory (auxilia), které pomáhaly svým římským pánům v bitvách a musely vykonávat podřadnější práce. V získávání spojenců byli Římané opravdoví mistři a síla římských spojenectví se mnohokrát ukázala. Avšak v tomto období se římská pěchota stále skládala z milice, nikoliv z profesionálů (i když muži v armádě sloužili dlouhou dobu). To se změnilo díky reformám Gaia Maria v období pozdní republiky. Gaius Marius byl římský vojevůdce a státník a v jeho době se římská pěchota stala plně profesionální. Gaius Marius sice provedl zmíněné reformy, ale vývoj římské pěchoty jasně ukazuje, že by k profesionalizaci stejně došlo. Profesionalizace římské pěchoty byla velice účinná, což dokazují četná vítězství a dobytí značného území Římany. Tento krok však měl i svá negativa: římští pěšáci již netíhli tolik k daným zákonům a rozhodnutím senátu, místo toho se více vázali na své vojevůdce, což představuje jeden z důvodů, proč římská republika padla. V tomto období se nové římské zbraně vyvíjely jen omezeně, spíše se zdokonalovaly staré. Gladius a scutum se v podstatě nezměnily, zůstávala helma montefortino (postupně se více používala přilba galského stylu). Zdokonalené pilum se Pilum začalo využívat jako kopí (hlavně proti nepřátelské jízdě). Také se zvětšovala palebná síla pěchoty, což se ukázalo jako velice účinné vůči řeckým falangám. Výcvik římské pěchoty byl opravdu tvrdý. Rekruti původem z venkova vždy dostávali přednost (vesničané totiž byli na dřinu zvyklí). Výcvik začínal tvrdými pochody, většinou s plnou výzbrojí. Kladl se velký důraz na dodržování kázně. Vojáci také museli zvládnout různé manévry, z nichž nejznámější byla formace želva (testudo). Výcvik se zbraněmi probíhal s výzbrojí dvakrát tak těžkou než ve skutečnosti. Rekrut dostal proutěné scutum (o dvojnásobné váze) a zkoušel s ním různé obranné pohyby. Poté obdržel dřevěný gladius a neustále útočil na dřevěný kůl, na kterém cvičil různé bodné útoky. Hastati, principes a triarii splynuli v jednu jednotku. Důstojníci v římské armádě museli být velice zkušení, aby bylo zajištěno spolehlivé velení.

### Pěchota císařské doby

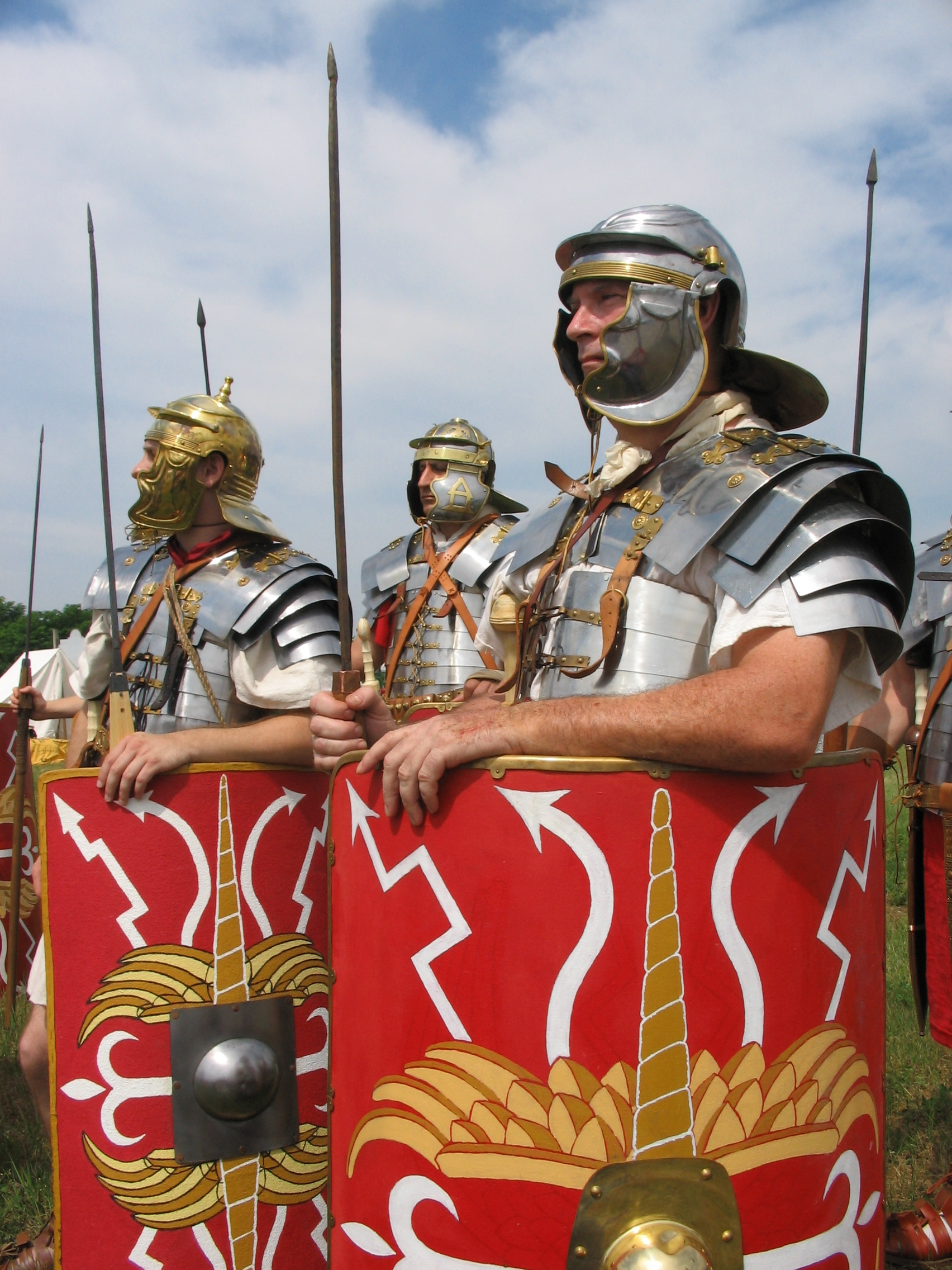
Moderní rekonstrukce římských legionářů s plátovou zbrojí (lorica segmentata)

Když vzniklo římské císařství, Augustus, první římský císař, si uvědomil, že předpokladem politické moci je vojenský úspěch. Pokud chtěl být úspěšný a vládu si dlouho udržet, musel nejenže zajistit potřeby armády, ale také se postarat, aby římská armáda vítězila. V této době se (až na některé výjimky) již nepodnikala tak velká dobyvačná tažení jako dříve, římské hranice se spíše opevňovaly, než posunovaly. Pokud byl nepřítel příliš troufalý, byl podniknut demonstrativní nájezd na jeho území, přičemž v některých případech přerostl takový nájezd v dobyvačné tažení. Došlo k zásadním reformám římského vojenství: vojenská služba se prodloužila na 20 let a požadavek vlastnictví půdy byl zrušen. Hlavní formací římské armády zůstávala legie. Stejně jako v pozdní republice se v raném císařství římské zbraně vyvíjely jen omezeně (pokud byly tyto zbraně účinné, nebyl důvod je měnit). Gladius se zkrátil a jeho hrot byl ještě více prodloužen (bodná zbraň). Pilum bylo odlehčeno a stabilizováno olověným závažím. Místo kroužkového se začalo používat typické římské brnění - velice účinné brnění plátové (lorica segmentata). Scutum měl obdélníkový tvar a byl vyroben z vrstveného dřeva. Každý římský pěšák si mohl vybrat jakýkoliv typ helmy, avšak tato helma musela být kvalitní a poskytovat patřičnou ochranu. Nejpoužívanější byla helma galského typu (zdokonalená verze helmy montefortino).

Neodmyslitelnou součástí římské armády se staly auxilia neboli pomocné sbory. Služba u nich byla pro neřímského občana velice lákavá, protože po odsloužení pětadvaceti let dostal voják římské občanství pro sebe i své potomky. Auxilia (jak název napovídá) vystupují jako pomocníci římské armády, hlavní úderné složky. Vykonávají průzkumy, práce v kasárnách a v táborech a podporují římskou armádu v boji. Ze začátku byly jednotky pomocných sborů sestavovány z vojáků jedné provincie, ale v pozdější době se od toho ustoupilo, takže tvořily zajímavou etnickou skupinu. Každá jednotka auxilia měla specifické zaměření. Existovaly jednotky jízdy (ty byly velice ceněny), lučištníků, prakovníků a těžké pěchoty. Pokud jde o římskou pěchotu, ta se zdokonalovala v již zavedených postupech. Její zajímavou, i když nepravidelnou součástí byla pretoriánská garda. Šlo o elitní stráž římských císařů. Právě pretoriáni udržovali pořádek a moc římských císařů, mnohokrát se však proti nim obrátili. Tyto jednotky pěchoty se na rozdíl od jiných pěšáků té doby těšily relativnímu klidu, luxusu, kratší službě, lepšímu žoldu a různým odměnám. Pretoriánská garda však nezůstávala v Římě, často doprovázela císaře na jeho válečných taženích. Stejně jako u normálních pěšáků používal pretorián gladius, scutum (oválný) a ve větší míře kopí.

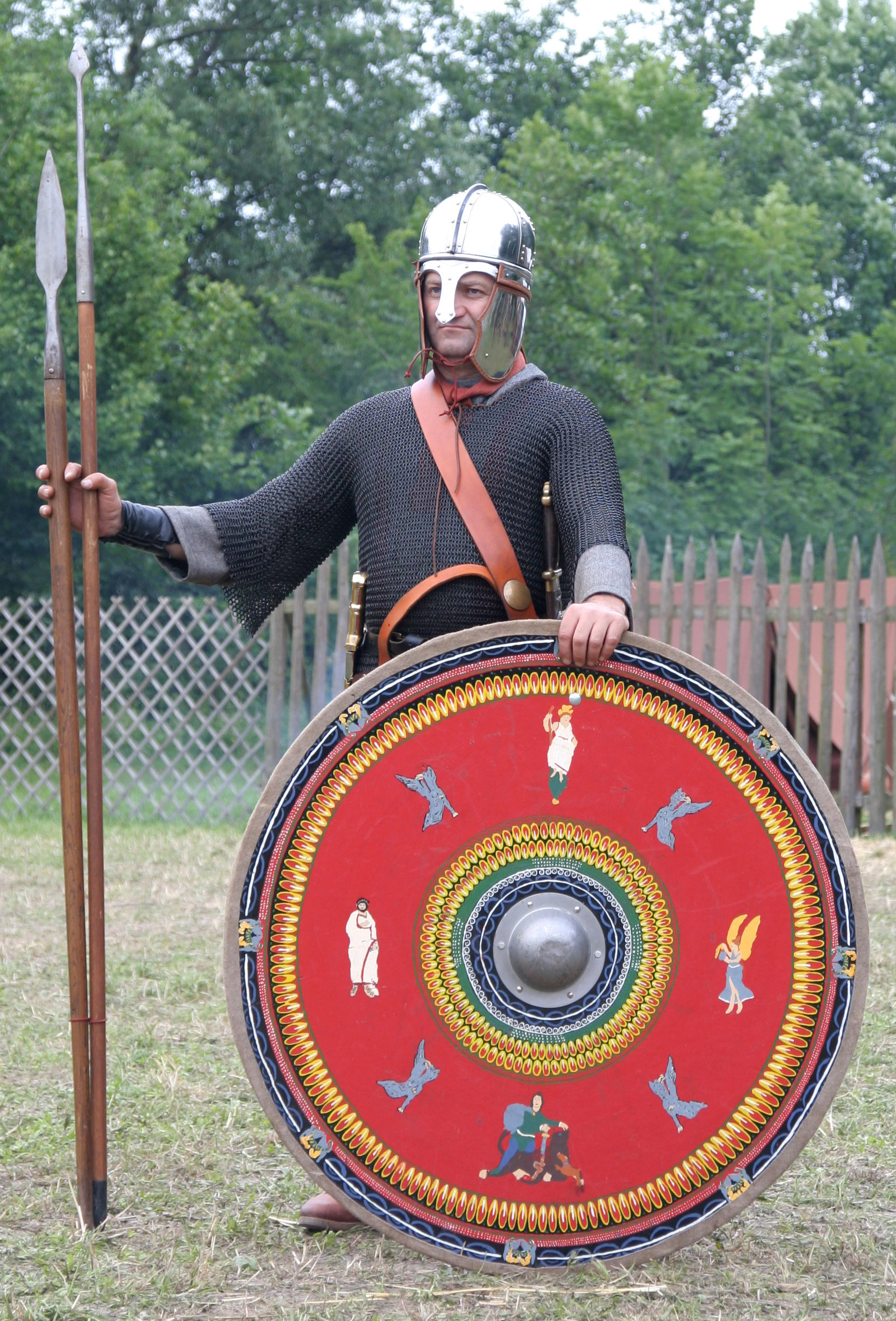
Rekonstrukce legionáře z konce 3. století

 V raném císařství byli k pretoriánské gardě verbováni muži z Itálie, Španělska a Makedonie. Věková kategorie byla od 17 do 23 let. Tito vojáci se však v několika případech ukázali jako nespolehliví a neloajální. Když se k moci dostal Septimius Severus, stávající pretoriány propustil a nahradil je muži ze svých dunajských legií. Od té doby byli do pretoriánské gardy přijímáni pouze muži z méně civilizovaných zemí, které nepodléhaly romanizaci. Pretoriáni se často stávali vyššími důstojníky a v několika případech pronikli až mezi římskou elitu.
Od konce druhého století začaly narůstat výpady barbarů na římské území. Zpočátku byly rychle poraženy, ale postupem času stále sílily a pro římskou armádu bylo velice těžké jim čelit. Právě kvůli nim se římská armáda podstatně zvětšila. S nárůstem počtu mužů v armádě však kvalita římského pěšáka klesla. Mnoho římských císařů se pokoušelo provést vojenské reformy, které by římskou říši zachránily. Konstantin Veliký vytvořil síť mobilních záloh a pohraničních jednotek, které měly každého útočníka ihned porazit. Vzhledem k potřebě na nepřítele rychle zaútočit byly zvyšovány stavy jízdy. V pohraničí pak bylo až 200 000 příslušníků jízdy připravených případného útočníka okamžitě odrazit. Nejradikálnější reformu provedl císař Diocletianus; vydal nařízení, které vojenskou službu přikazovalo. Po něm však kvalita římského pěšáka silně poklesla. Velmi často zbíhaly celé jednotky a disciplína, vlastenectví a výcvik dřívějších římských pěšáků se staly dávnou minulostí. Vzhledem k tomu, že bylo nutné udržovat stále větší armády, k vojsku verbovali i barbary. To způsobilo barbarizaci římských zbraní i taktik. Hlavní zbraní pěšáka té doby byl meč spatha o délce 70,5 centimetrů, který vzhledem k tomu, že neměl skoro žádný hrot, byl určen k sekání. Místo oštěpu pilum používali oštěpy spiculum a vericulum. Byly ale kvůli špatné kvalitě méně účinné. Pěšák měl nekvalitní brnění, pokud ho vůbec používal, a nespolehlivá přilba se vyráběla sériově. Od používání manipulů se opustilo, dokonce se přestaly používat i římské legie. Po pádu římské říše na západě se však tradiční římské válečnictví zachovalo v Byzantské říši.

## Římská kavalérie
Jak už bylo řečeno, římské vojenství se více než na jízdu spoléhalo na svou pěchotu. I když tomu tak bylo, v období pozdní republiky a celého císařství se jízda stala pravidelnou částí armády a mnohokrát prokázala své kvality. Až do druhé punské války (218 př. n. l. - 201 př. n. l.) měli Římané jízdu složenou z italických spojenců a římských šlechticů. Tito vojáci byli schopni jízdy na koni, ale boj zblízka jim dělal velké potíže. Slabost římské jízdy se plně projevila v bitvě u Kann. V této bitvě porazili Hannibalovi jezdci (Numiďané, Iberové, Galové) římskou kavalérii na hlavu. Od konce druhé punské války (už během ní) začali Římané využívat jako kavalérii různé žoldnéře ze svých provincií či spřátelených zemí. Můžeme tedy říct, že římská jízda se skládala z nejlepších jezdců celého Středomoří. Mezi nimi byli i Numiďané. Numiďané, kteří sloužili v Hannibalově armádě a v rozhodující bitvě u Zamy bojovali za Řím, byli proslulí svou hbitostí a rychlostí. Každý Numiďan se už od dětství učil jízdě na koni, takže byl zvyklí na každou situaci a dokázal na koňském hřbetě skoro cokoliv. Numidská kavalérie se využívala jako lehká jízda, přičemž Numiďané neměli skoro žádné brnění (vyjma štítu) a k boji používali kopí a oštěp (nejspíše i dýku pro případ nouze). Jak už jejich výzbroj napovídá, nebyli Numiďané příliš vhodní pro přímý útok na nepřátelskou kavalérii, ale v čem více vynikali, bylo pronásledování poraženého nepřítele. Numidská kavalérie byla nejspíše nejlepší lehkou jízdou celého starověku. Další jízdní jednotkou, která sloužila v Hannibalově armádě a rovněž jí převzali Římané, byli Iberové (či Keltiberové).
Iberové, kteří pocházeli ze Španělska, byli příslušníci střední kavalérie. Španělsko bylo od pradávna známo svým chovem koní, kteří byli rychlí a velice vytrvalí. Ve Španělsku se rovněž vyskytovalo to nejkvalitnější železo, díky němuž měla iberská kavalérie smrtící zbraně. Iberská kavalérie byla vyzbrojena kroužkovým brněním, štítem (caetrati), kopím a buď rovným mečem (známým jako gladius hispaniensis) a nebo zahnutým typem zvaným falcata. Iberové uctívali koně jako božstvo a měli ke koním velkou úctu (většinou koně zdobili). Proslulá byla vycvičenost iberských koní, kteří dokázali i za bitvy čekat na jednom místě na svého pána. Je zajímavé, že v iberské armádě tvořila kavalérie skoro čtvrtinu armády, což je na evropském kontinentě ojedinělý jev. Jezdci používali sedlové deky vyrobené z vlny, kůže nebo plátna. Byli také jedni z prvních, kteří využívali podkovy. V římské kavalérii sloužili i příbuzní Iberů, Galové. Galská jízda se začala používat až v pozdní republice a její kvality objevil Gaius Julius Caesar při svém dobyvačném tažení. Stejně jako jízda iberská, i galská kavalérie byla povětšinou střední. Mezi galskou a iberskou jízdou nebyl skoro žádný rozdíl, avšak zdá se, že galská kavalérie byla ještě více obrněna než iberská. Její příslušníci nosili kroužkové brnění (někdy také vyztužené), přilbu a štít (větší a silnější než iberský). Hlavní zbraní galského jezdce byl nepochybně meč, kopí a oštěp. Galská kavalérie byla v římské armádě velice využívána.

Další jízdou v římské armádě byli Germáni. Germánská jízda nejdříve proti Římanům bojovala a pak z nich Římané udělali spojence. Nejproslulejší byla jízda Vizigótů. Vizigóti byli nejspíše ovlivněni sarmatskou kavalérií, která byla masivně obrněna a používala obouruční kopí. Vizigóti byli příslušníci střední a těžké kavalérie a využívali ohlávku, podkovu a zakřivené sedlo (někteří historikové tvrdí, že jako první využívali třmeny). Nejspíše nejsilnější a nejlépe obrněná byla jízda katafraktů.

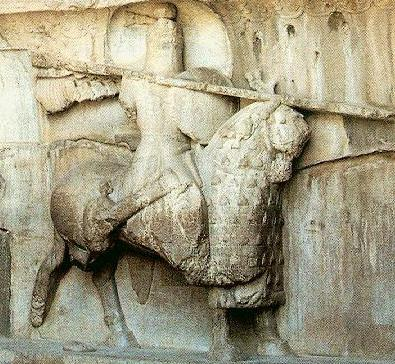
Umělecké znázornění katafrakta

 Katafrakty používali Parthové a po nich i Sasánovští Peršané. K boji využívali obouruční kopí (kontos) a jen velmi zřídka nosili štít. Jak už bylo řečeno, byla jízda katafraktů silně obrněna. Jezdci využívali kovové přilby, kovové chrániče krku a obličejové masky. Tělo měli jezdci chráněni plátovým, řetízkovým nebo lamerálním brněním. K výrobě brnění se více než železo využíval bronz, protože se jezdec a kůň často potili a tím docházelo k reznutí železného brnění. Samotný kůň byl rovněž chráněn takovýmto brněním a katafrakté mohou být po právu považováni za předchůdce středověkých rytířů. Poslední jízdní jednotku, kterou Římané používali byli jízdní lučištníci (Skythů, Hunů, Peršanů). Jízdní lučištníci byli ceněni pro svoji rychlost a přesnost. Porazit kavalerii složenou z jízdních lučištníků bylo velice těžké, protože jejich hbitost a rychlost způsobovaly, že byli jen těžko k dostihnutí. Síla jízdních lučištníků se projevila v bitvě u Karrh. Hlavní zbraní jízdního lučištníka byl samozřejmě luk. Luk byl většinou kompozitní a jeho natažení na koňském hřbetu bylo velice těžké. Využívána byla taktika „vystřel a uteč“. V této taktice šlo o to, aby se jízdní lučištníci dostali k nepřátelům na dosah svých luků a vypálili své šípy. Pokud byli jízdní lučištníci napadeni nepřátelskou jízdou, okamžitě se rozprchli. Když jízdní lučištník prchal, mohl se na koňském hřbetu otočit a vypálit šíp na své pronásledovatele (tzv. parthská střela) a přitom se nedostal do nebezpečí. Byla to velice účinná taktika, se kterou vyhrávali bitvy Skythové, Hunové, Parthové a ve středověku i muslimové.
Všechny jízdní složky všech těchto národů, které sloužily v římské kavalérii, byly velice ceněny a byly nedílnou součástí římského vojska.

## Římské techniky obléhání

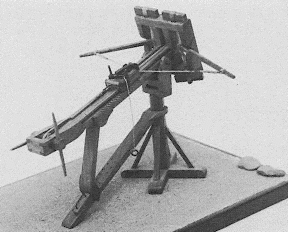
Scorpion

O tom, že Římané byli nejlepšími obléhateli starověkého světa, není pochyb. Římané zvládli obléhací techniky vskutku mistrně a v jejich největším rozmachu nebyla pevnost, která by před nimi byla v bezpečí. Římané ale nebyli prvními, kdo využíval techniky obléhání. Před nimi to byli Asyřané a pak Řekové. Římané převzali to nejlepší, co tehdy existovalo a sami to ještě zdokonalili. Stroje jako Balista a Scorpion byly kopiemi řeckých dělostřeleckých kusů, které Římané zdokonalili a vylepšili. Na začátku své existence nedisponoval Řím žádnými obléhacími technikami. Ani je nepotřeboval, města v severní a jižní Itálii nebyla příliš opevněna a stačilo je buď po dlouhou dobu blokovat a nebo jen zaútočit.
Ve třetím století př. n. l. se Římané dostali do kontaktu s řeckými městy v jižní Itálii a Sicílii. Tato města byla silně opevněna, byla schopna odolávat ostřelování obléhacími stroji a jejich hradby byly dost vysoké, aby je nebylo možné dobýt útokem pěchoty. Římané byli zpočátku zaskočeni, nebyli zvyklí na takto opevněná města. Avšak po krátké době dokázali kopírovat řecké obléhací techniky a podařilo se jim dobývat silně opevněná města. Při používání těchto strojů si je Římané přisvojili, zdokonalovali je a dávali jim vlastní jména. K dobývání pevností se ale nepoužívala pouze artilerie, využívalo se i blokády. Pokud se nepodařilo dobýt město útokem pěchoty či zničit hradby pomocí strojů, byly vybudovány stavby, které měly zajistit blokádu města. Povětšinou to byla dřevěná hradba, která byla na důležitých místech vyztužena kamenem. Samozřejmostí byly věže, pevnůstky, pasti a příkopy (klasickým případem je bitva o Alesii). V případě ohrožení bylo vybudováno opevnění vně hradeb, aby byla zajištěna ochrana římské armády. Dalším důležitým faktorem byla nadvláda nad mořem. Mnoho velkých měst té doby mělo přístup k moři, takže blokáda těchto měst by nebyla úplná, kdyby neměli Římané naprostou nadvládu nad mořem. Římské armády byly mimořádně trpělivé, což dosvědčují mnohá obléhání, která trvala celé roky. K dobývání měst se používaly i jiné stroje a postupy, byť ne tak často. Římská armáda disponovala i obléhacími věžemi a žebříky a stále se využívala technika podkopání hradeb, přičemž, pokud se obléhatel dostal pod hradby protivníka, buď je strhnul, nebo kopal dál až za hradby a jeho vojáci se vynořili uprostřed opevnění.

Jak už bylo řečeno, Římané převzali ve třetím století př. n. l. řeckou obléhací techniku a dále jí zdokonalovali. Jednou z nejznámějších zbraní byla balista. Balista byla obléhací zbraň na vrhání kamenů a představovala zdokonalenou verzi řecké zbraně lithobolos. Balista se vyznačovala zlepšenou přesností a dostřelem, hlavně díky tomu, že rám a základna této zbraně byly pevnější a jako pružiny byly používány šlachy místo koňských žíní. Další typickou římskou zbraní byl scorpion. Scorpio byl stejně jako u balisty vylepšenou verzí řecké zbraně a to oxybeles. Jednalo se o populární, přesnou a účinnou zbraň. Všechny tyto změny vedly k vynalezení cheiroballistry, která vznikla ze zbraní balista a scorpio. Cheiroballistra vystřelovala šipky a bezpochyby šlo o nejlepší dělostřelecký kus starověku. I když byla na tomto stroji stále patrná řecká konstrukce, jednalo se již o velice pozměněnou zbraň a s trochou nadsázky můžeme říci, že šlo o první originální římský obléhací stroj. Hlavice této zbraně byla vyrobena z kovu, rám byl pevnější a pružiny byly umístěny v bronzových válcích, což zvětšovalo životnost této zbraně. Stroj byl zaměřován pomocí obloukového hledí, které bylo umístěno mezi dvě pružiny

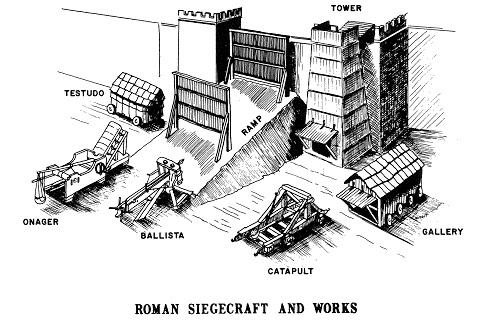
Římské obléhací stroje

 Všechny tyto popisované zbraně byly dvojramenné katapulty, což znamená, že jejich výroba byla složitější, ale byly o dost přesnější.
Římané nepřevzali od Řeků pouze jejich útočnou techniku, ale i techniku řeckých opevnění. Každá legie si na nepřátelském území vytvořila svůj tábor, do kterého se mohla v případě ohrožení vrátit a odkud byla i zásobována. Postupem času se z těchto táborů vyvinula celá města (př. Manchester). Po celém území římské říše vyrůstala opevnění, přičemž nejznámější bylo limes Romanus a Hadriánův val. Limes Romanus byl vlastně celý systém opevnění, který měl chránit Římskou říši před barbary. Hadriánův val byl takovou římskou Velkou čínskou zdí. Ohraničoval území římské říše v Anglii a odděloval jí od Keltů ze Skotska. Tato opevnění byla tak účinná, protože se při jejich stavbě používal ten nejlepší kámen a také nový římský vynález, beton. Římané používali u pevností vodní příkop, padací most, padací mříže a předprsně. Tyto opevňovací stavby jsou většinou laické veřejnosti považovány za středověké vynálezy a zapomíná se na to, že Římané je již dávno používali. Římské opevňovací techniky velice ovlivnily středověké stavitele, kteří je postupem času začali používat u hradů. Od konce třetího století n. l. začíná římská říše upadat a s ní i obléhací techniky. V této době začínají ubývat zkušení řemeslníci a technici, což mělo za následek zjednodušení a kvalitativní zhoršení římských obléhacích strojů. Místo dvouramenných katapultů začíná být využíváno katapultů jednoramenných, přičemž nejznámější je onager, neboli divoký osel (název byl odvozen od silného zpětného rázu stroje). Onager se stal prazákladem středověkých katapultů. Pokud jde o dvojramenné katapulty, ty se na západní Evropě přestaly používat už kolem roku 500. Na východě je stále používala Byzantská říše, od které je poté převzali i Arabové. V Evropě se však dvojramenné katapulty již nikdy nepoužívaly.

## Římské válečné námořnictvo

Římský corvus (havran)

Stejně jako obléhací techniky, i válečné námořnictvo začal římský stát používat až ve třetím století př. n. l. Ve čtvrtém století př. n. l. vypravil Řím malé válečné námořnictvo do Tyrrhenského moře, ale bylo tak drtivě poraženo, že Řím zanechal dalších pokusů o vytvoření válečného loďstva. Když vypukla první punská válka, zjistil Řím s hrůzou, že nemá absolutně žádnou možnost jak ohrozit Kartágo. Vzhledem k tomu, že válka probíhala mimo Apeninský poloostrov, bylo zapotřebí loďstva, které by dopravilo římské legie na Sicílii. Římané zabavili lodě svých spojenců a nakonec se jim podařilo přepravit vojsko na Sicílii (vojsko bylo přepravováno za noci, ve dne zde hlídkovaly kartaginské lodě). V bojích na Sicílii si římská armáda vedla dobře, ale bez válečného loďstva hrozilo, že válku nebude možno ukončit v její prospěch. Na Sicílii byly silné kartaginské pevnosti, které mohly být zásobovány z moře, takže je nebylo možné dobýt. I když se římské vojsko živilo loupením a drancováním, stejně nemělo mnoho potravin a zásobování z Itálie bylo neproveditelné. Samotní Kartáginci prováděli nájezdy na území Itálie, aby odradili Řím od dalšího postupu. V roce 261 př. n. l. odhlasoval senát římský výstavbu námořnictva o síle 100 quinquerém a 20 trirém. Triréma byla všeobecně známá loď řeckého původu a quinqueréma byla kartaginská loď. Římské quinquerémy byly postaveny podle vraku kartaginské lodi, která v roce 257 př. n. l. najela na italské pobřeží. Výstavba této flotily trvala 60 dní. I když měli Římané loďstvo a i vycvičenou posádku, stále věděli, že nemají žádnou šanci proti skvěle vycvičeným a zkušeným kartaginským námořníkům. Proto vynalezli tzv. corvus (havran). Corvus byl můstek dlouhý 11 metrů a široký 1,2 metru, který byl umístěn na přídi lodi. Corvus mohl být libovolně otáčen a na spodní straně tohoto zařízení byl umístěn kovový hrot, který se měl zaklesnout do nepřátelské lodi. Pokud se tak stalo, přešli římští legionáři po můstku a napadli nepřátelskou loď. Loď vybavená corvem byla vlastně plovoucí plošina. Římané využili corvus v mnoha bitvách a v každé bitvě ve které byl corvus využit, Římané zvítězili. Corvus byl mimořádně těžké zařízení, které přispívalo k nestabilitě lodi. Římská flotila přišla o 284 lodí a o více než 100 000 mužů a to hlavně kvůli corvu. Po těchto událostech přestali Římané corvus využívat. I tak se Římanům nakonec podařilo porazit Kartágince a nepotřebovali k tomu žádný corvus. Díky tomuto vítězství se Římané stali pány západního středomoří.

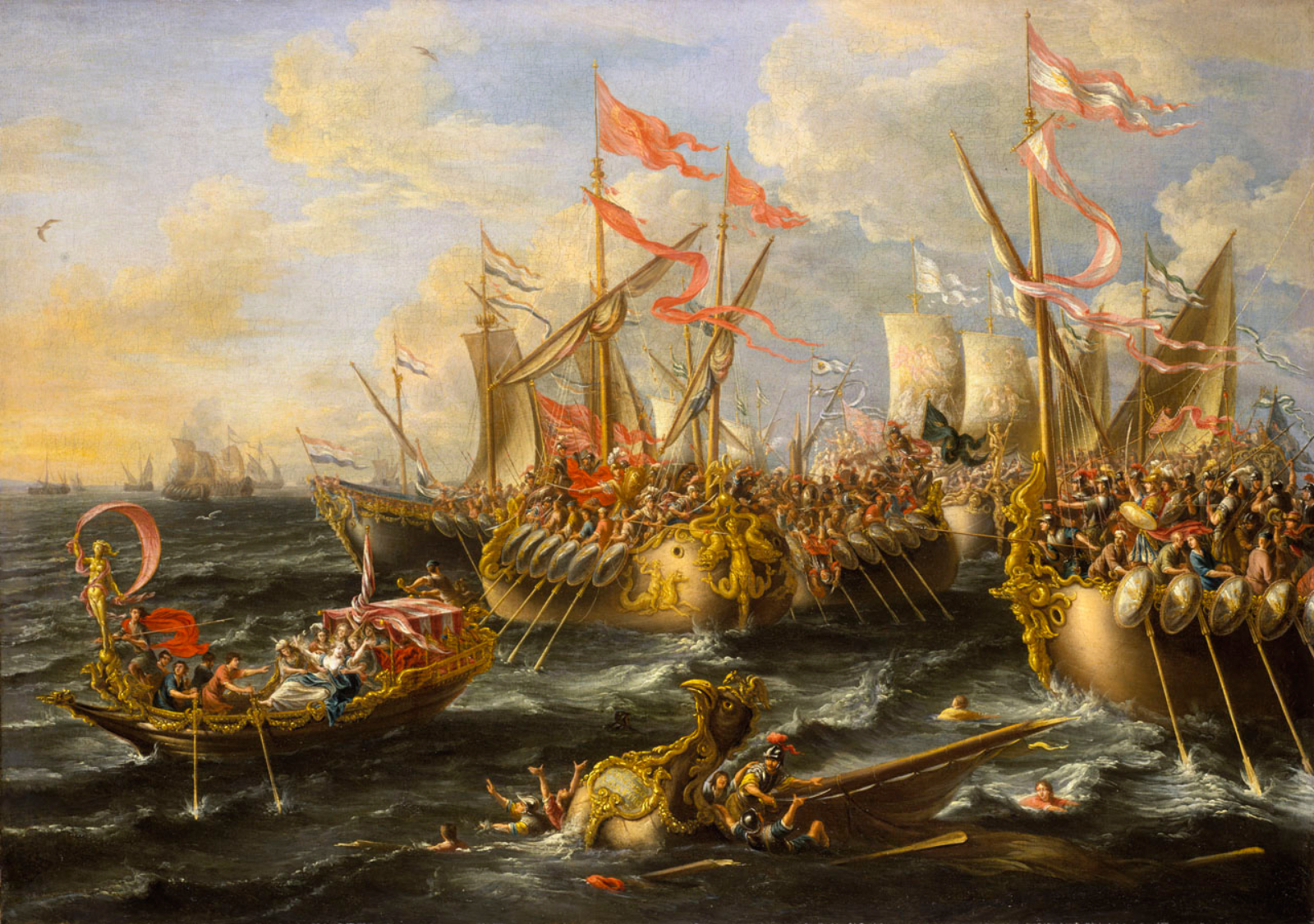
Lorenzo A. Castro: bitva u Actia, 1672

Poté následovaly války s Makedonií a se Seleukovci, kde se římské námořnictvo ukázalo jako velice účinné. Po těchto válkách nechali Římané své loďstvo rozpustit. To byl čin velice osudný, protože se ve Středozemním moři začali vyskytovat piráti. Piráti zamořili celé Středozemní moře a neexistovala síla, která by je porazila. Pirátské lodě neoperovaly samy, sdružovaly se do celých flotil, přičemž nejnebezpečnější byli kilikijští piráti. Piráti začali využívat nové typy lodí, které později převzali i Římané. Tyto lodě se nazývaly liburny a hemioli. Jejich rychlost byla pozoruhodná a manévrovací schopnosti byly taktéž výborné. V roce 67 př. n. l. odhlasoval římský senát výpravu proti pirátům, přičemž velitelem této výpravy byl Gnaeus Pompeius Magnus. Tomu se podařilo buď porazit nebo zajmout všechny piráty. Po těchto výpravách se začala ve větší míře využívat lehká plavidla, i když se stále používaly lodě helénské konstrukce (těžká plavidla, na kterých se používaly i katapulty). K další důležité a zároveň rozhodující bitvě, která rozhodla o osudu římské republiky došlo u Actia. V této bitvě se střetl Octavianus (pozdější císař Augustus) se svým rivalem Antoniem. Loďstvu Octaviana velel Marcus Vipsanius Agrippa, jeden z nejlepších římských admirálů (byl také posledním známým Etruskem). Antonius velel svému loďstvu sám spolu s Kleopatrou. Agrippa měl loďstvo složené z lehkých plavidel, zatímco Antonius měl loďstvo složené z těžkých plavidel. V této bitvě vyhrál Augustus, což dokazuje sílu lehkých plavidel. V době raného císařství bylo zřízeno válečné loďstvo, které sloužilo jako hlavní síla středomoří. Sloužilo k potlačování pirátství, přepravovalo celé armády a doručovalo zprávy. Během této doby neměl Řím žádného nepřítele a nedochází skoro k žádné bitvě. Jediná důležitá bitva byla svedena v roce 323 n. l. a bojovalo zde loďstvo Konstantina a jeho rivala Licnia. V této bitvě zvítězilo Konstantinovo loďstvo, které bylo složeno z lehkých plavidel a bylo v početní nevýhodě. V rozvíjení lodní techniky pokračovala Byzantská říše, která vytvořila loď dromón, jednu z nejlepších lehkých plavidel, která kdy existovala.